# Sheikh Kulayni
Muhammad ibn Ya'qub ibn Ishaq Kulayni Razi (arabiska: مُحَمَّد ٱبْن يَعْقُوب إِسْحَاق ٱلْكُلَيْنِيّ ٱلرَّازِيّ), kallad Sheikh Kulayni, född 864 och död 940, var en iransk shiamuslimsk hadithförmedlare. Han har även kallats för Thiqat al-Islam ("Islams trovärdige"). Han är en av de mest kända shiitiska rättslärda och hadithförmedlarna under den lilla fördoldheten och 900-talet. Han är känd för att ha sammanställt boken al-Kafi.